# Premis Chano Piñeiro
Els premis Chano Piñeiro eren uns premis per l'audiovisual atorgats per la Xunta de Galícia, a través del Conselleria de la Presidència i que portaren el nom de Chano Piñeiro, un cineasta mort el 1995.
La primera edició d’aquests premis es va celebrar el 2006. No està relacionat amb els Premis Chano Piñeiro atorgats el 2002 i actualment es coneixen com a Premis Mestre Mateo. Els guanyadors s'anuncien tradicionalment a Forcarei, el bressol de Chano Piñeiro. Després de quatre edicions, el 2009 deixaren de concedir-se.

## Edicions

### 2006
Els guardonats d’aquest any han estat:
- Alejandro Amenábar i José Luís Cuerda, ex-aequo.
- Chano Piñeiro, premi d'honor, que fou recollit per la seva vídua, Mari Luz Montes.[3]

### 2007
Els guardonats d’aquest any han estat:
- José Doval García, actor.
- Jaime de Armiñán, director.

### 2008
Els guardonats d'aquest any foren:
- Antonio Durán, Morris
- Eduardo Blanco
- Jorge Coscia, premi d'honor.
- Tacholas, premio d'honor.

### 2009
L'edició d'aquest any fou retransmesa per Televisión de Galicia, amb presentació de Camila Bossa i amb l'actuació especial del gaiter Carlos Núñez. Els guardonats foren:
- Xavier Villaverde
- María Bouzas
- Carlos Velo, pòstum
- José Luis Cabo, pòstum